# Uta tumidarostra
L'Uta tumidarostra (Grismer, 1994) è una specie di rettile della famiglia delle Iguanidae, endemica dell'isola Coloradito, nel Golfo di California, in Messico.

## Etimologia
L'epiteto specifico tumidarostra deriva dal latino tumidus che significa "tumido, gonfio" e rostrum "muso", facendo dunque riferimento alla forma del naso di questa specie.

## Descrizione
L'uta tumidarostra è la lucertola più tollerante alla salinità del mondo. Presenta infatti delle ghiandole bulbose nelle cavità nasali da cui espelle il sale in eccesso sotto forma di fini nuvole cristalline.

### Dimensioni
Può raggiungere una lunghezza totale compresa tra i 13 e i 15 cm.

### Aspetto
Nei maschi adulti la parte superiore del corpo è di colore grigio scuro mentre la gola e il petto sono più scuri. Le parti laterali del corpo vanno dal grigio chiaro all'arancione spento, mentre la parte dorsale e laterale della coda sono turchesi.
Sono presenti numerose macchie turchesi sul dorso che sfumano al giallo-biancastro lateralmente e altre di colore arancione o blu sulla gola, presenta un'ampia macchia nera a livello dell'ascella.
Nelle femmine e negli esemplari giovani il colore del dorso va dal grigio al marrone con un motivo asimmetrico di piccole macchie scure che diventano biancastre nella parte posteriore del corpo, delle zampe e della coda, mentre il ventre è simile a quello dei maschi.

## Biologia

### Alimentazione
La specie predilige gli isopodi marini che risultano essere gli unici invertebrati presenti sull'isola.

### Riproduzione
Specie ovipara, ma non si hanno dati sulla dimensione della covata.

## Distribuzione e habitat
La specie è nativa dell'isola Coloradito e preferisce le zone intertidali ricche di rocce e massi. A volte la si può trovare nelle zone rocciose interne, ma è molto più comune dove le ripide pareti rocciose incontrano l'acqua.

## Conservazione
La Lista Rossa IUCN classifica l'uta tumidarostra come specie vulnerabile (Vulnerable) secondo il criterio D2, ovvero la popolazione risulta frammentata e localizzata in un'unica zona, benché venga considerata stabile.